# Nervio palatino mayor
El nervio palatino mayor es una rama del ganglio pterigopalatino. Este nervio también se conoce como nervio palatino anterior, debido a su ubicación anterior al nervio palatino menor. Transporta fibras sensitivas generales del nervio maxilar y fibras parasimpáticas del nervio del canal pterigoideo. Puede anestesiarse para intervenciones en la boca y los dientes maxilares (superiores).

## Estructura
El nervio palatino mayor es una rama del ganglio pterigopalatino. Desciende a través del canal palatino mayor, desplazándose anterior e inferiormente. Aquí se acompaña de la arteria palatina descendente. Emerge sobre el paladar duro a través del foramen palatino mayor. Luego pasa hacia adelante en un surco en el paladar duro, casi hasta los dientes incisivos.
Mientras se encuentra en el canal pterigopalatino, emite ramas nasales posteroinferiores laterales, que entran en la cavidad nasal a través de aberturas en el hueso palatino y se ramifican sobre el cornete nasal inferior y los meatos medio e inferior. A su salida del canal, una rama palatina se distribuye a ambas superficies del velo del paladar.

## Función
El nervio palatino mayor transporta fibras sensoriales generales del nervio maxilar y fibras parasimpáticas del nervio del canal pterigoideo. Inerva las encías, la membrana mucosa y las glándulas del paladar duro, y se comunica por delante con los filamentos terminales del nervio nasopalatino.

## Significación clínica
El nervio palatino mayor se puede anestesiar para realizar procedimientos dentales en los dientes maxilares (superiores) y, a veces, para cirugía de labio leporino y paladar hendido.